# Quijano (Cantabria)
Quijano es una localidad del municipio de Piélagos (Cantabria, España). Se encuentra a 35 metros de altitud sobre el nivel del mar, y está a una distancia de 1,5 kilómetros de la capital municipal, Renedo de Piélagos. En el año 2019 contaba con una población de 338 habitantes (INE). Según el censo de febrero de 2015 cuenta ya con 329 habitantes.

## Personajes ilustres
- Ciriaco Ceballos, navegante y miembro de la expedición Malaspina. En su honor se da nombre a la villa de Zeballos en la Columbia Británica de Canadá.
- Jerónimo Quijano (h. 1490-1563), escultor y arquitecto renacentista.

Este pueblo es sede de la Peña Bolística Quijano.
- Datos: Q2123136
- Multimedia: Quijano / Q2123136